# Harlan Fiske Stone
Harlan Fiske Stone (ur. 11 października 1872, zm. 22 kwietnia 1946) – amerykański prawnik.
W latach 1924–1925 był prokuratorem generalnym Stanów Zjednoczonych w gabinecie prezydenta Calvina Coolidge’a.
W latach 1925–1941 był sędzią Sądu Najwyższego Stanów Zjednoczonych, a w latach 1941–1946 z nominacji prezydenta Franklina Delano Roosevelta pełnił funkcję jego prezesa.